# 濱田詩朗
濱田 詩朗(はまだ しろう、1974年6月30日 - )は、日本のミュージシャン、宮崎県のローカルタレント。宮崎県宮崎市生まれ。

## 人物
父親がミュージシャンだった関係で、中学時代から音楽に関わる様になる。バンド、NIHIL TENTIONを結成し、ベースとボーカルを担当し、1995年にビクターエンタテインメントよりアルバム「キレテツ」でメジャーデビュー。その後、1997年にアルバム「かまきり」を発表。翌年、1998年にミニアルバム「FLY」の発表後活動休止。1999年より、地元宮崎市に戻り、ラジオパーソナリティなどの活動を開始。
娘は濱田ここね、弟は宮崎を中心に舞台俳優として兄と同じくラジオパーソナリティとして活躍する濱田明良(はまだあきら)、義妹(弟嫁)は宮崎を中心に舞台女優として活躍する吉丸裕美。更に祖父は落語家であったと明かしている。
現在は、MCN宮崎ケーブルテレビ株式会社制作の「こちら祇園二丁目濱田製作所」等にてMCをつとめるなどの活動を行う。
Radio Paradise 耳が恋した!内では、エフェクターの投稿があった際には熱く語ることもある。
弟の明良とは宮崎サンシャインエフエムの『濱田兄弟のグンナイベイビー』でパーソナリティーを務め、兄弟共演している。

## 出演

### ラジオ
- 「Radio paradise耳が恋した」（FM宮崎）
- KENTA KASHIWADEのこの声が枯れるまで(FM宮崎)
- 濱田兄弟のグンナイベイビー(宮崎サンシャインエフエム)

### テレビ等
- 「火曜ゴールデン よかばん!!」テレビ宮崎
- 「ママテレ」テレビ宮崎
- 「こちら祇園二丁目濱田製作所」（宮崎ケーブルテレビ）
- 「OUTDOOR CAMPING PROGRAMシェラカップは基本です」（宮崎ケーブルテレビ）
- 「ゴルじゃんTV」（宮崎ケーブルテレビ）
- 「九州イチオシ」（宮崎ケーブルテレビ）
- 「濱田詩朗の助手席空いてます。」（YouTube）